# Fortaleza de Mascate

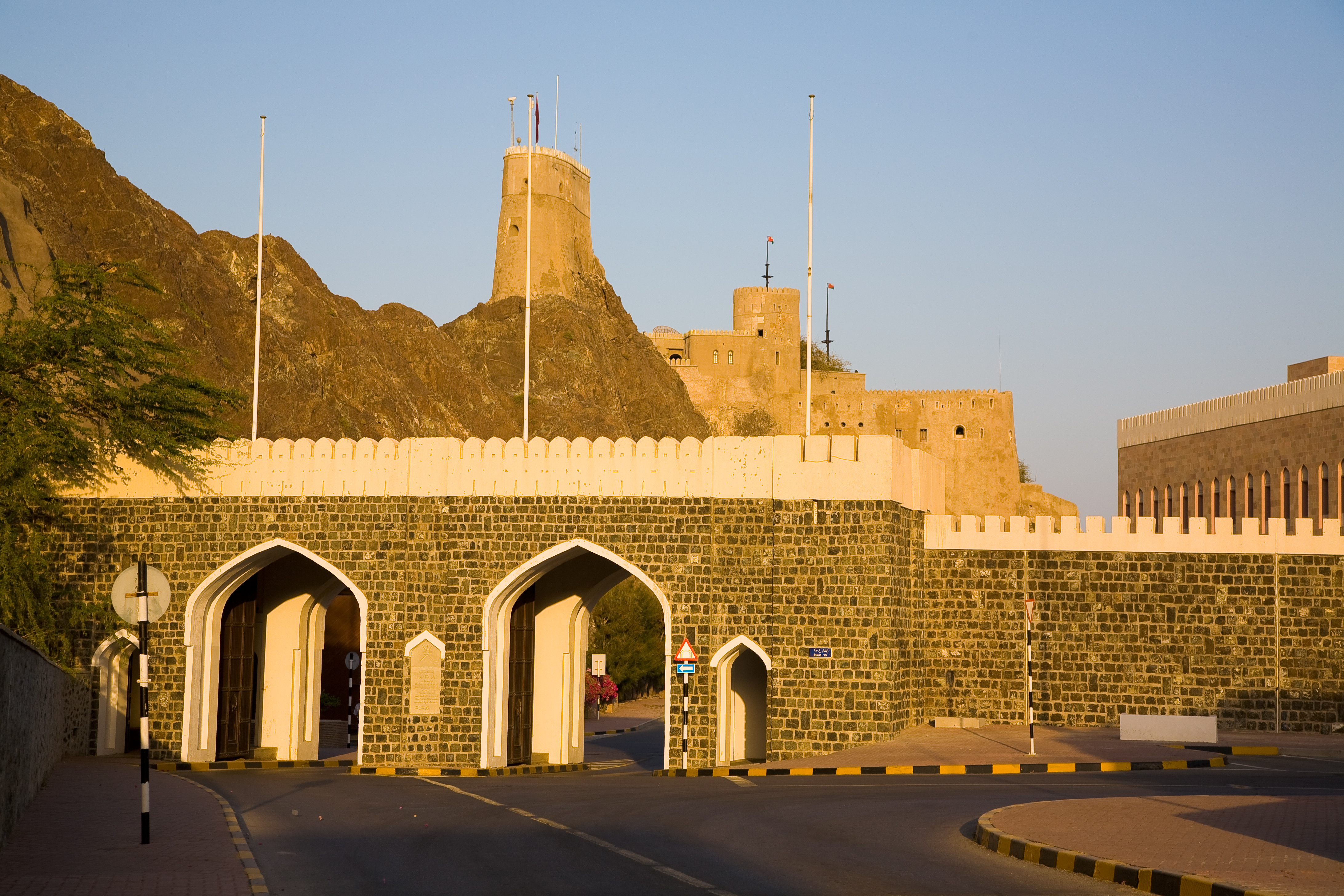
Mascate Velha: recriação contemporânea da primitiva muralha: note-se as ameias islamizadas

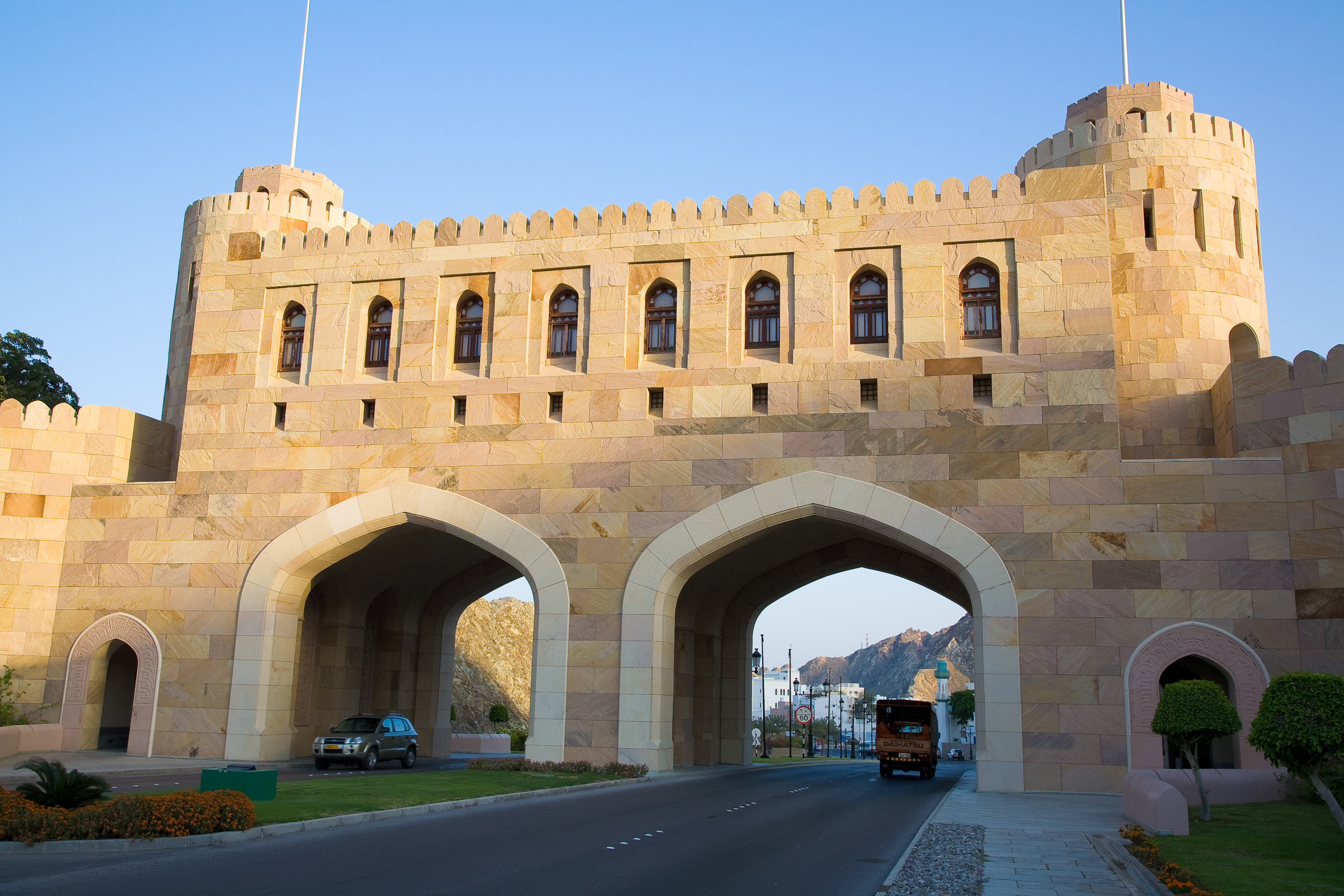
Mascate Velha: recriação contemporânea de uma das primitivas portas

A Fortaleza de Mascate localizava-se em Mascate, capital do Sultanato de Omã.

## História
À entrada do golfo de Omã, Mascate foi conquistada por forças portuguesas sob o comando de Afonso de Albuquerque em Julho de 1507. Em 1522, visando apoiar a defesa do Forte de Nossa Senhora da Conceição de Ormuz, D. Afonso de Noronha determinou a construção de uma fortificação em Mascate, que ainda em obras, naquele mesmo ano foi atacada e destruída pelos turcos.
Os portugueses mantiveram o controlo de Mascate por mais de um século, a despeito dos desafios a partir da Pérsia e de um bombardeamento da cidade pelos Turcos em 1546. Os turcos capturaram Mascate aos Portugueses em duas ocasiões: em 1552 e em 1581-1588.
A complexa rede defensiva levantada pelo Capitão João de Lisboa a partir de 1552, foi profundamente modificada no contexto da Dinastia Filipina quando, em 1588 o governador da Índia Portuguesa, D. Manuel de Sousa Coutinho, determinou a reconstrução da Fortaleza de Mascate, nela tendo desempenhado importante papel Belchior Calaça. O milanês Giovanni Battista Cairati, arquiteto-mor de Portugal no Oriente sob o reinado de Filipe I de Portugal (1580-1598), a partir de 1590 acrescentou-lhe vários melhoramentos.
A defesa de Mascate era complementada pelo Forte Almirani (corruptela de "Almirante") e pelo Forte Aljalali (corruptela de "São João"), que ladeiam a entrada da baía, dominando os seus pontos mais elevados, ambos remodelados no mesmo período. No primeiro são claramente portuguesas as estruturas, bem como a capela, cuja porta, embora tenha sido construída por volta de 1588, ainda apresenta traçado em estilo manuelino. No entanto, a sua estrutura era em estilo renascentista, com planta circular e uma cobertura em cúpula.
Posteriormente, D. Jerónimo de Mascarenhas, sobrinho de D. Francisco Mascarenhas, começou a fazer um baluarte, num monte elevado em frente à cidade, mas chegando notícias disto à Corte, Filipe II de Espanha determinou que esse baluarte se fizesse ainda mais forte, e que fosse dotado com artilharia conveniente.
Após a queda do Forte de Ormuz diante dos Persas e seus aliados Ingleses (3 de maio de 1622), a sua guarnição e a população portuguesa, cerca de 2000 pessoas, foram enviadas para Mascate, que daí em diante passou a concentrar os interesses portugueses na região.
Para atender as novas exigências, entre 1623 e 1626 foram incorporados ao complexo defensivo uma cerca abaluartada, fortins e pequenas torres de vigia (atalaias). Assim, no século XVI um vasto conjunto de muralhas e baluartes adaptados ao relevo montanhoso, defendia a povoação e o seu porto.
A eleição de Nácer ibne Murxide Aliaribi como Imã de Omã em 1624 alterou novamente o equilíbrio do poder na região, dos Persas e dos Portugueses para os Omanis locais. A 16 de agosto de 1648, o Imã expediu um exército para Mascate, que capturou e demoliu as altas torres de vigia dos Portugueses, enfraquecendo assim o seu domínio sobre a cidade. Finalmente, em 1650, um pequeno mas determinado corpo de tropas do Imã atacou o porto da cidade à noite, forçando a rendição Portuguesa (23 de janeiro de 1650).  A queda de Mascate arrastou consigo as demais posições portuguesas no Golfo, sendo esse evento considerado o início da independência do país, tornando o Sultanato de Omã no mais antigo estado independente da região.
Na campanha de conservação, empreendida em nossos dias, é criticada a demolição total, em 1983, das antigas muralhas portuguesas que envolviam o primitivo perímetro urbano, substituindo-as por novas muralhas, o que descaracterizou o conjunto.